# 1956 год в телевидении
Список 1956 год в телевидении описывает события в мире телевидения, произошедшие в 1956 году.

## События

### Январь
- 3 января — Начало вещания первой итальянской программы «Programma nazionale», (ныне - Rai 1).

### Февраль
- 14 февраля — начало вещания Азербайджанской программы ЦТ СССР (ныне - AzTV).
- Начало вещания «Вторая ЦСТ».

### Апрель
- Вышла телепередача Умелые руки.

### Май
- 24 мая --- В Швейцарии прошёл первый конкурс песни Евровидение-1956

### Июнь
- 25 июня — вышли телепередачи Юный пионер, Знание.

### Без точных дат
- В Ташкенте (Узбекская ССР) открыт первый телецентр.

## Родились
- 26 апреля — Иманоль Ариас, испанский ТВ-ведущий и актёр.
- 26 апреля — Александр Клюквин, актёр и мастер дубляжа, официальный голос телеканала Россия-1.
- 10 мая — Владислав Листьев, ТВ-ведущий (Взгляд, Поле чудес, Тема, Час пик), ТВ-журналист, 1-й гендиректор ОРТ (убит в 1995 году).
- 15 июня — Евгений Киселёв, ТВ-ведущий (Итоги с Евгением Киселёвым), ТВ-журналист и экс-гендиректор НТВ, ТВ6 и ТВС.
- 6 сентября — Константин Петров, ТВ-знаток (Своя игра) и преподаватель математики[1].
- 16 декабря — Михаил Кожухов, ТВ-ведущий (В поисках приключений) и ТВ-журналист.